# コミュニオン
コミュニオン（英語: Communion）は、ギリシャ語の"κοινωνία"（現代ギリシャ語：キノニア、古典ギリシャ語再建音：コイノーニア）の訳語としての、ラテン語の"communio"（コムニオ）を語源とする英語の語彙からの片仮名による転写。
大きく分けて以下二つの語義がある。
1. 交わり。信徒の間のキリストにおける信徒の生活。教会組織間に一定の関係があることを示す際にも用いられる。
2. 聖餐（陪餐・聖体拝領・領聖）。主の晩餐（聖餐式・ミサ・聖体礼儀）においてキリストの体と血となったパンと葡萄酒に与ること[3]。

英語などでは一単語で言い表されるが、日本語においては上記二つの語義それぞれに異なる訳語が使われるケースが多い。また、教派ごとにも様々な異なる訳語がある。その術語としての複雑性から、本記事名を英語から転写したものとしたが、どの教派においても「コミュニオン」が一般的な用語である訳ではなく、むしろ使用例が稀な教派もある（日本正教会など）。

## 術語・訳語
聖書に登場する"κοινωνία"（ギリシャ語：キノニア）、"Communion"（英語：コミュニオン）には様々な異なる訳語が用いられているほか、日本聖書協会による各種日本語訳聖書においても異なる訳語が当てられている。
| ヨハネの手紙一1章3節における"κοινωνία"の訳語 |                           |                         |                         |                           |                           |                               |                             |
| 版名                                         | 新共同訳 （日本聖書協会） | 口語訳 （日本聖書協会） | 文語訳 （日本聖書協会） | 新改訳 （日本聖書刊行会） | ラゲ訳 （カトリック教会） | バルバロ訳 （カトリック教会） | 日本正教会訳 （日本正教会） |
| 訳語                                         | 交わり                    | 交わり                  | 交際（まじはり）        | 交わり                    | 與（くみ）                | 一致                          | 共與（きょうよ）            |

また、主の晩餐に由来する礼拝（典礼・奉神礼）において、キリストの体と血（聖体・聖血）となったパンと葡萄酒にあずかることも原語である"κοινωνία"、"Communion"には概念として含まれているが、これについては「陪餐」「聖餐」「聖体拝領」「領聖」など、様々な訳語が存在し、「コミュニオン」などの片仮名転写で表記されることは多くない。

## 古典ギリシャ時代の語義
"κοινωνία"（現代ギリシャ語：キノニア、古典ギリシャ語再建音：コイノーニア）は、キリスト教を受容する前のギリシャにおいても用いられており、古典ギリシャ時代には、仕事上の協力関係、結婚生活上の夫婦の協力、ゼウスのような神との精神的関係、友人との仲間関係、共同体・社会を意味した。